# Robert Poirier
Robert Jean Marie Poirier (Tours, 8 ottobre 1894 – Pointe-Noire, 19 settembre 1949) è stato un militare e aviatore francese.

## Biografia

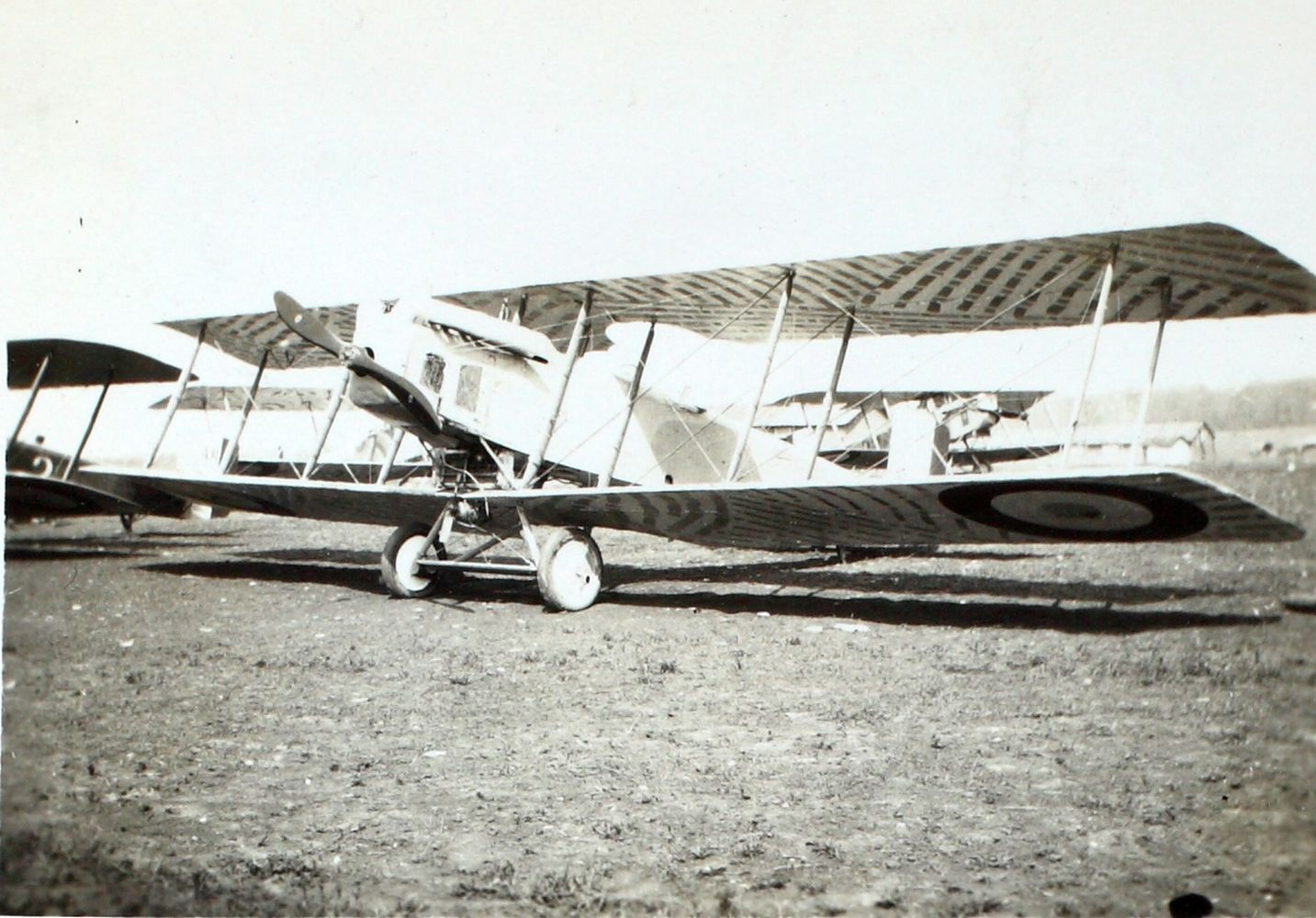
un velivolo da ricognizione Dorand AR.1 sul fronte occidentale.

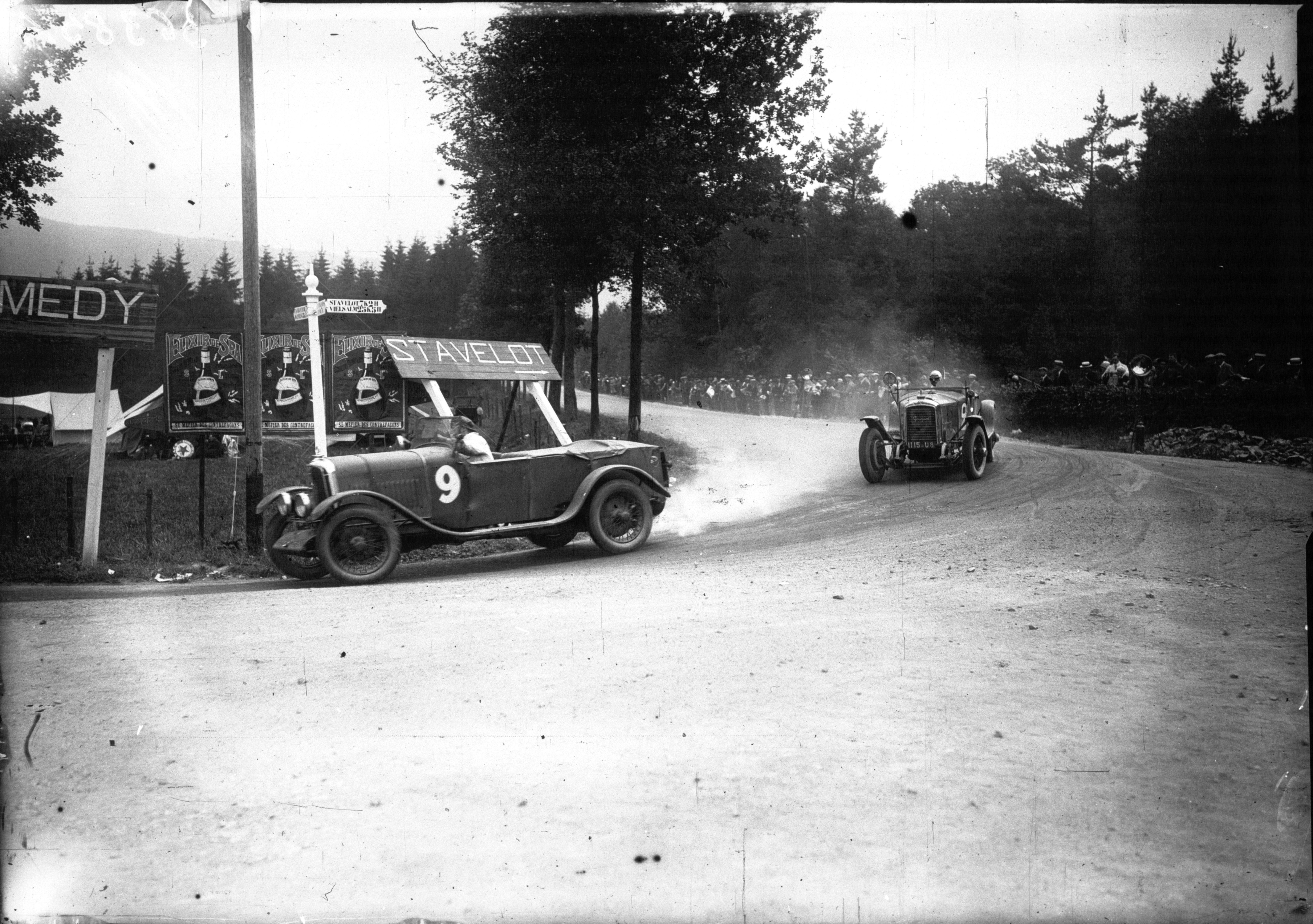
Robert Poirier su Théo Schneider 25SP (#9) alla 24 Ore di Spa-Francorchamps del 1926

Nacque a Tours l'8 ottobre 1894, figlio di Edouard, un impiegato commerciale, e di Cécile Weil.  Al compimento del diciottesimo anno, conseguito il baccalauréat, si arruolò nell'Armée de terre con ferma triennale, con appello anticipato, che gli permise di scegliere la data di partenza e il suo incarico.  Si arruolò nel 66º Reggimento fanteria di stanza a Tours, in cui prestava servizio come caporale quando scoppiò la prima guerra mondiale.
Dopo le prime scaramucce e i primi morti, il reggimento fu trasferito ad est di Nancy dove prese parte alla battaglia della Grand-Couronné. L'8 settembre il 66° fu investito in pieno dall'attacco tedesco in un bosco, vicino a La Fère-Champenoise. Per lui iniziò la prima battaglia della Marna, e quella sera, quando il reggimento terminò la ritirata, mancavano all'appello più di 1.200 uomini. Quel giorno ricevette la sua prima ferita, una pallottola alla coscia destra, a La Ferté-sous-Jouarre e ottenne la sua prima citazione all'ordine del giorno dell'esercito. Fatto prigioniero di guerra, approfittò della ritirata tedesca pochi giorni dopo per fuggire e ricongiungersi alla sua unità.
Mandato in convalescenza a Tolosa chiese, invano, il trasferimento in aviazione. Quando si unì nuovamente al suo reggimento, esso si trovava in Belgio. Fu gravemente ferito (schegge alla coscia sinistra) una seconda volta il 21 gennaio 1915 durante la seconda battaglia di Ypres, pochi giorni dopo essere stato promosso maresciallo. Curato a Rouen, dopo la convalescenza chiese nuovamente di passare nell'Aéronautique Militaire, dove entrò dopo un periodo di servizio nel 70º Reggimento territoriale.
Venne assegnato alla Scuola d'aviazione di Chartres nel novembre 1915, ed ottenne il brevetto di pilota (n. 2.599)  su Maurice Farman MF.7 il 3 febbraio 1916. Assegnato alla Escadrille F 45 del capitano Georges Baltus, la raggiunse l'8 maggio a Saint-Clément, in Meurthe e Mosella. Volò sui Farman F.40 e Dorand AR1 in missioni di ricognizione, ricognizione fotografica, regolazione del tiro d'artiglieria, ecc., venendo nuovamente citato all'ordine del giorno della 68ª Divisione. Ancora sofferente per le ferite riportate, alla fine di novembre 1917 fu assegnato al Service de Fabrication de l’Aviation a Nanterre, dove collaudava gli aerei Farman che uscivano dalla fabbrica prima della loro partenza per il fronte.
Alla fine della guerra passava regolarmente per Saint-Michel-sur-Orge dove il suo treno si fermava, e lì conobbe una ragazza, Suzanne, che poi sposò. 
I genitori della ragazza avevano già un figlio aviatore, un'altra figlia fidanzata con un aviatore e premettero perché lasciasse l'aeronautica non appena la guerra fosse finita. Così divenne pilota automobilistico, senza lasciare totalmente il mondo dell'aviazione. Partecipò ai raduni aviatori ai comandi del Farman 190 (F-AIVP) della SEFA, e poi a quelli del Farman 190 (F-AJPN) che aveva iniziato la sua carriera in nell'Air France. Portò in volo molte persone, e fu coinvolto anche in due tragedie. Il 25 aprile 1937 partecipò al raduno di Vincennes, portando in volo Clem Sohn, alias "Batman", fino alla quota 2.800 m. Le ali di Clem Sohn non funzionarono e l'americano morì nella caduta.
Tre settimane dopo, il 16 maggio, partecipo al raduno di Tours, dove portò in volo l'esperto paracadutista André Vassard. Ma mentre saltava fuori dalla cabina, Vassard colpì la stessa e le funi del suo paracadute si aggrovigliarono, causandone la caduta incontrollata e la successiva morte davanti a sua moglie. Durante questo periodo, risultava come riservista nell'Armée de l'air effettuando numerosi periodi di addestramento, quasi sempre a Tours. Nel 1936 volò sui Potez 25 e i Breguet Bre 27 presso la 1ére Escadrille (SAL 277), e nel 1937 passò venticinque giorni alla 31e Escadre de bombardement dove il colonnello Canonne lo dichiarò idoneo al pilotaggio dei bombardieri Bloch MB 200. Divenuto tenente, nel 1939 frequentò un corso di bombardamento destinato agli ufficiali della riserva.
Mobilitato a Tours il 29 agosto 1939, assegnato al battaglione dell'aria 109, non seguì la sua Escadre quando quest'ultima partì da Tours tra il 31 agosto e il 1 settembre venendo assegnato alla Division des avions de liaison de l'administration centrale (Dalac), dove aspettò in attesa del completamento dell'aeroporto di Chargé, nei pressi di Amboise.
Partecipò in particolare alla 24 Ore di Le Mans e alla 24 Ore di Spa nel 1926 e nel 1927. Correva su Delaunay-Belleville o Théo Schneider, di cui divenne concessionario, partecipando alle gare insieme a Maurice Rost, i fratelli Molon, Lionel de Marmier e André Boillot, che guidava la squadra corse Peugeot.
Tra le due guerre mondiali si interessò agli autogiri attraverso la Société pour l'exploitation en France des gyroplanes (SEFA) con sede a Neuilly-sur-Seine dove egli viveva ed aveva come vicino di casa il suo manager, Pierre Maillat.
Assegnato alla Escadrille d'addestramento del Centre d’instruction et de renseignement (CIR), comandato dal tenente Lallement, sarà poi sostituito dalla Divisione di collegamento Tours-Chargé del capitano Poisson. ll 22 e 23 dicembre fece un viaggio di andata e ritorno da Tours a Digione con a bordo il generale Houdemon.
Nel febbraio 1940 lasciò Tours essendo stato nominato pilota presso l'ambasciata francese in Spagna, allora retta dal Maresciallo di Francia Philippe Pétain. A Tolosa completò l'addestramento al pilotaggio del Caudron C.445 Goéland n.97, con l'equipaggio che lo accompagnerà in Spagna: maresciallo maggiore Houtman e sergente maggiore Boillot che già volavano a Tours con lui. In marzo collaudò in volò i Potez 631 (n° 5, 8 22).
Il 1 aprile 1940 raggiunse Madrid con il Caudron C.445 Goéland (n.101 F-ARTA) assegnato in uso al Maresciallo, rientrando poco tempo dopo a Tolosa, sempre con l'F-ARTA, via Barcellona. Al suo arrivo volò, insieme a Jean Laulhé della compagnia Air France, su un Dewoitine D.338. Rimandato a Madrid, qui effettuato una prova sul campo d'aviazione di Barajas, con l'altro aereo in uso all'ambasciata, il Potez 58.5 (F-ATFX). Il 20 aprile andò da Madrid a Lisbona, trasportando il signor Lebrun e il tenente Thieberoz. Il 4 maggio andò a Rabat, in Marocco, trasportando il tenente colonnello Buot de L'Epine, il 5 raggiunse Marrakech e il giorno dopo rientrò a Madrid. Il 9 maggio, il giorno prima dell'attacco tedesco,  volò da Madrid a Tolosa, via Pau, con il comandante André de Gorostarzu, addetto militare aeronautico a Madrid.
Riprese le sue funzioni di pilota collaudatore a Tolosa presso l'ARAA dove collaudò velivoli Potez 63.11, Caudron C.445 Goéland e caccia Curtiss H-75 A. Il 26 agosto 1940 effettuò un volo Clermont-Tolosa con il generale Pinsard sul C.445 Goéland n.244, e venne smobilitato in quel giorno.
Nonostante la smobilitazione trascorse tre mesi al centro di volo a vela della Montagne Noire. A causa della politica del governo di Vichy, una volta tornato in famiglia, che si era stabilita in Costa Azzurra, entrò ben presto nella Resistenza francese. Dal luglio 1941, all'interno della rete britannica "Author", comandata dal capitano Henry Peulevé, un inglese, eseguì missioni nelle Alpi Marittime e in Alta Savoia, divenendo agente P2 nel 1942. Seguito da vicino dalla polizia tedesca, nell'ottobre 1943 venne inviato in Dordogna, operando nella rete di suo figlio, Jacques Poirier, all'interno della rete "Digger".
Jacques Poirier era capo di stato maggiore interalleato di questa rete di spionaggio fortemente radicata nel Lot, in Dordogna e nella Corrèze. Essa fu incaricata di raccogliere quante più informazioni possibili sulla 2. SS-Panzer-Division "Das Reich", che doveva tornare in Normandia per respingere lo sbarco alleato.
I partigiani seguirono per otto giorni gli spostamenti della divisione d'élite delle SS, punteggiata da atrocità e massacri come a Tulle e Oradour-sur-Glane. Riuscì a lasciare il suo posto di comando al Château de la Vitrolle solo grazie all'avvertimento dato dalla postina di Lalinde, arrivano con i carri armati, che diede tempo a lui, insieme alla radio, e al resto del personale di evacuare. Stabilitosi nel castello di La Poujade insieme al figlio, i due convinsero il proprietario, suo cugino il regista Léon Poirier, a ospitare la stazione radio. Insieme alla sua squadra si infiltrò a Tolosa nel tentativo di organizzare la fuga dello scrittore André Malraux dalla locale prigione di Tolosa, ma egli era già fuggito.
Ai comandi di un Morane-Saulnier MS 500 sorvolò i dipartimenti liberati, ma nonostante avesse fatto domanda di partire per il fronte, venne mandato alla 5ª suddivisione aerea di Chartres. Dall'8 febbraio 1945 fu comandante del campo d'aviazione di Evreux, nell'Eure.
Divenuto tenente colonnello, grado convalidato da una apposita commissione, il 21 novembre 1945 ebbe un incidente aereo ai comandi di un Morane-Saulnier MS 502, nei pressi di Evreux, riportando la frattura di due vertebre lombari. Trascorsa la convalescenza nella Charente-Maritime, rientrò in servizio come comandante della base aerea di Rabat, in Marocco. Il 19 settembre 1949 era a bordo di un bombardiere Handley Page Halifax convertito in aereo da trasporto per il personale, che stava per atterrare a Pointe-Noire.  Pilotato dal tenente Cornette, alle 12:38 l'aereo si avvicinò al campo d'aviazione, con le condizioni meteo che vedevano nuvole basse fino a una quota di 100 m, e molta pioggia.  Il pilota arrivato in fase di atterraggio, perse la pista, ripartì, e dato che si trovava troppo a destra rispetto alla pista, iniziò una virata per recuperare la posizione. L'Halifax, perdendo velocità, fece un mezzo rollio, un'impennata e si schiantò al suolo, incendiandosi.  L'incendio durò fino alle 23:00, senza che l'intensità del fuoco consentisse a nessuno di avvicinarsi. I sei membri dell'equipaggio e gli undici passeggeri perirono nell'impatto, tra cui Cécile Idrac, e il dottor Stephanopoulos dell'Istituto Pasteur. Il nome di Robert Poirier non venne nemmeno menzionato sul quotidiano Les Ailes.
La sua azione nella Resistenza francese gli valse il titolo di Ufficiale dell'Ordine dell'Impero Britannico nel 1946.

### Annotazioni
1. ↑  Qui volò su velivoli militari Potez 25, Morane-Saulnier MS.230, 241, 315, 343, Hanriot 182, velivoli civili Salmson D2 Phrygane, De Havilland DH.85 Leopard Moth,  Luciole,  Maillet 20, Morane-Saulnier MS 343 compreso quello di Maryse Hilsz, e aerei da collegamento come il Potez 58.5 e Caudron C.635 Simoun. Senza dimenticare Hanriot 182 e Bloch MB 200.

### Fonti
1. 1 2 3 4 5 6 7 8 9 10 11 12 13 14 15 16 17 18 19 20 21 22 23 24 25 26 27 28 29 30 31 32 33 34 35 36 37 38 39 40 41 42 43 44 45 46 47  Aeroplane de Touraine.
2. 1 2 3 4 5 6 7 8 9 10 11 12  La Nouvelle Republique.
3. ↑  Hastings 2013, p. 50.
4. 1 2 3  Specialforcesroh.
5. ↑  Hastings 2013, p. 58.